# Ньюпорт (Південна Кароліна)
Ньюпорт (англ. Newport) — переписна місцевість (CDP) в США, в окрузі Йорк штату Південна Кароліна. Населення — 4744 особи (2020).

## Географія
Ньюпорт розташований за координатами 34°58′58″ пн. ш. 81°5′50″ зх. д. / 34.98278° пн. ш. 81.09722° зх. д. (34.982910, -81.097192).  За даними Бюро перепису населення США в 2010 році переписна місцевість мала площу 22,72 км², з яких 22,56 км² — суходіл та 0,16 км² — водойми. В 2017 році площа становила 21,07 км², з яких 20,92 км² — суходіл та 0,15 км² — водойми.

## Демографія
Згідно з переписом 2010 року, у переписній місцевості мешкало 4136 осіб у 1516 домогосподарствах у складі 1248 родин. Густота населення становила 182 особи/км².  Було 1579 помешкань (69/км²).
Расовий склад населення:
| - 84,1 % — білих - 11,9 % — чорних або афроамериканців - 1,3 % — азіатів - 0,6 % — корінних американців |

До двох чи більше рас належало 1,8 %. Частка іспаномовних становила 2,3 % від усіх жителів.
За віковим діапазоном населення розподілялося таким чином: 24,2 % — особи молодші 18 років, 64,6 % — особи у віці 18—64 років, 11,2 % — особи у віці 65 років та старші. Медіана віку мешканця становила 41,6 року. На 100 осіб жіночої статі у переписній місцевості припадало 93,2 чоловіків;  на 100 жінок у віці від 18 років та старших — 94,4 чоловіків також старших 18 років.
Середній дохід на одне домашнє господарство  становив 76 828 доларів США (медіана — 57 458), а середній дохід на одну сім'ю — 82 765 доларів (медіана — 61 125). За межею бідності перебувало 2,8 % осіб, у тому числі 0,0 % дітей у віці до 18 років та 11,9 % осіб у віці 65 років та старших.
Цивільне працевлаштоване населення становило 2175 осіб. Основні галузі зайнятості: освіта, охорона здоров'я та соціальна допомога — 34,4 %, науковці, спеціалісти, менеджери — 9,1 %, виробництво — 8,7 %.